# Famille d'Eurybate
La famille d'Eurybate est une famille collisionnelle identifiée parmi les astéroïdes troyens de Jupiter et plus spécifiquement au sein du « camp grec » situé au niveau du point de Lagrange L4. Elle est nommée d'après son membre à la fois le plus grand et de plus petit numéro, (3548) Eurybate.
La caractérisation des familles au sein des troyens de Jupiter s'est avérée plus difficile qu'au sein de la ceinture principale. Plusieurs familles ont été envisagées dès les années 1990 et 2000, dont la famille d'Eurybate, mais une étude publiée en 2011 a par la suite montré que seule cette dernière s'avérait statistiquement robuste. On peut donc aujourd'hui considérer la famille d'Eurybate comme la première à avoir été clairement identifiée au sein des troyens de Jupiter.
Une étude publiée en 2015 estime à 218 le nombre d'astéroïdes appartenant à cette famille.

## Liste partielle
| Astéroïde        | Magnitude | Diamètre moyen | Fiche MPC                               |
| ---------------- | --------- | -------------- | --------------------------------------- |
| (3548) Eurybate  | 9,7       |                | (en) « MPC », sur minorplanetcenter.net |
| (5258) Rhéo      | 10,3      |                | (en) « MPC », sur minorplanetcenter.net |
| (8060) Anios     | 10,9      |                | (en) « MPC », sur minorplanetcenter.net |
| (9818) Eurymaque | 11,0      |                | (en) « MPC », sur minorplanetcenter.net |